# Advanced Passenger Train

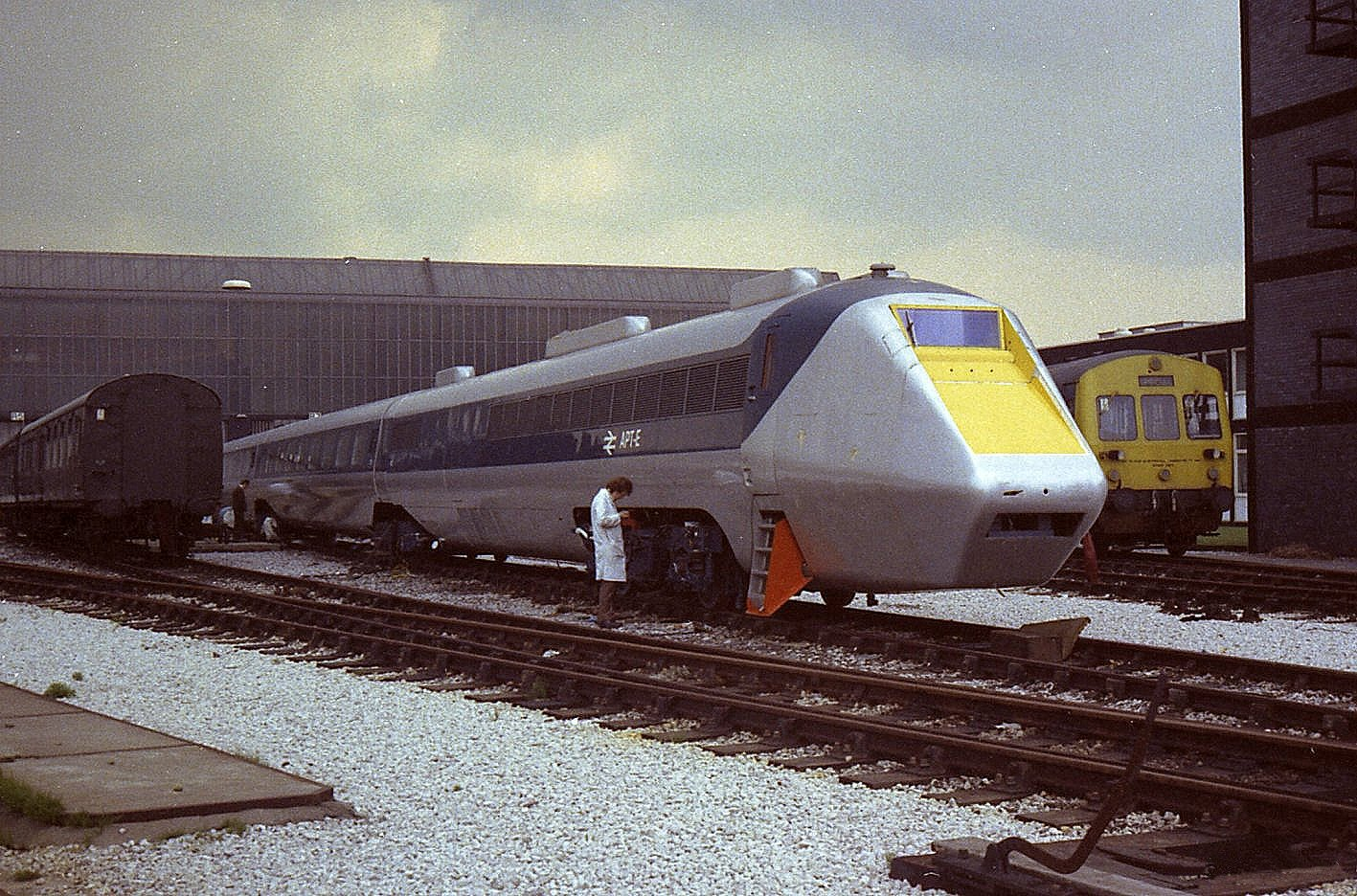
APT-E en el apartadero de RTC durante las pruebas realizadas en el verano de 1972

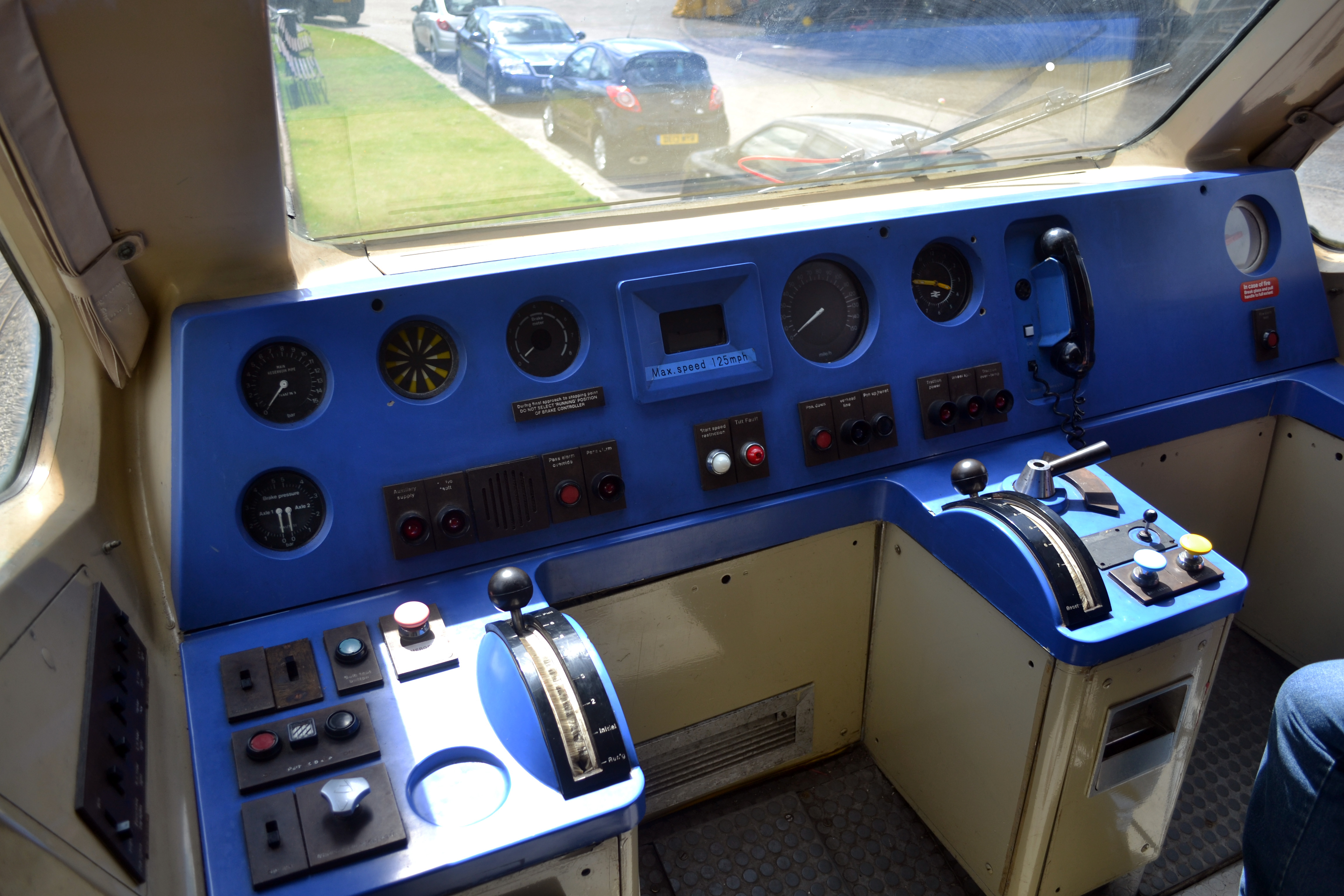
Puesto de conducción del APT

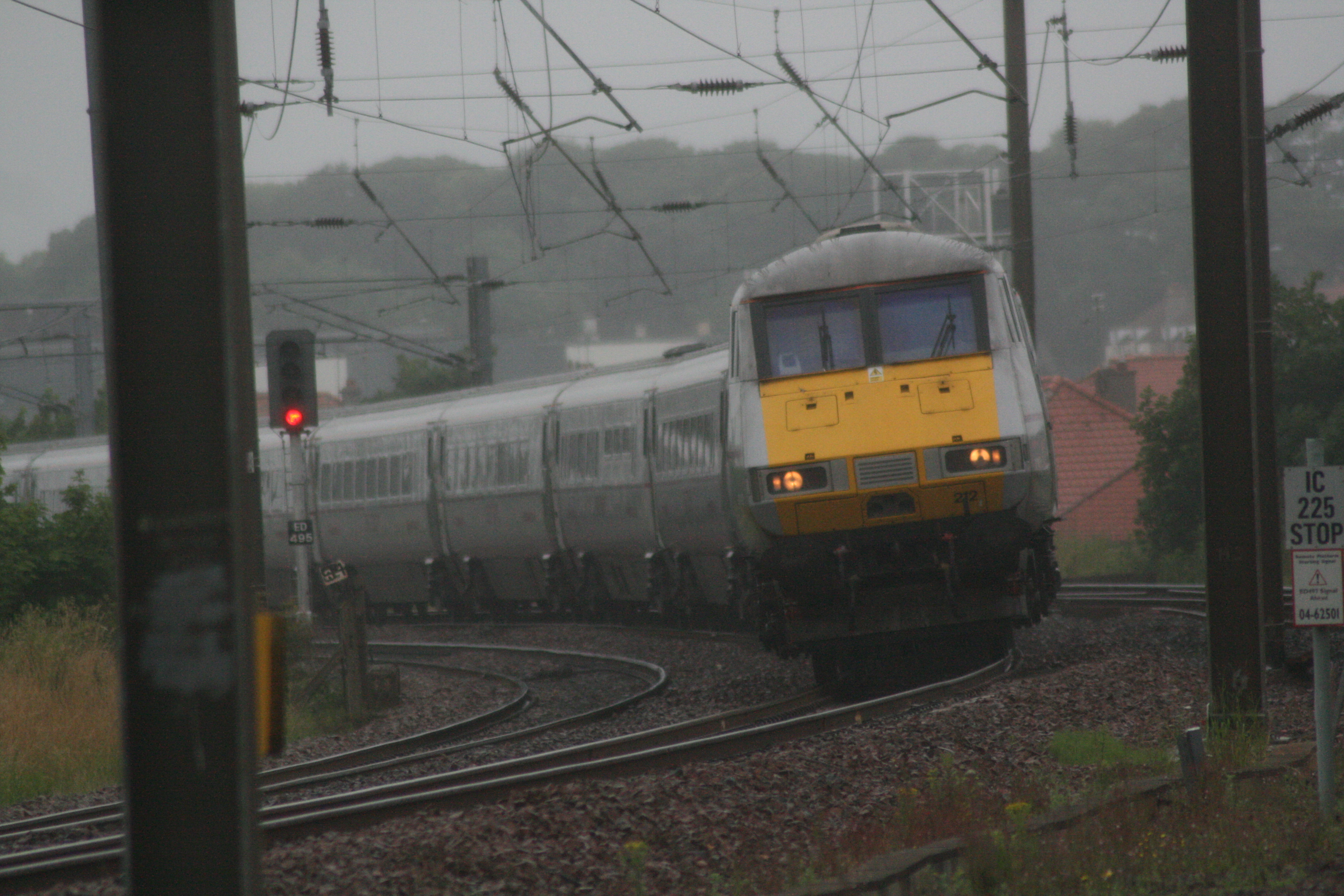
Una parte del tendido de la BR se adaptó con mayores peraltes, aunque con una inclinación máxima limitada. En la imagen, un tren Clase 91 basado en la tecnología APT, toma una curva peraltada en la Línea Principal de la Costa Este.

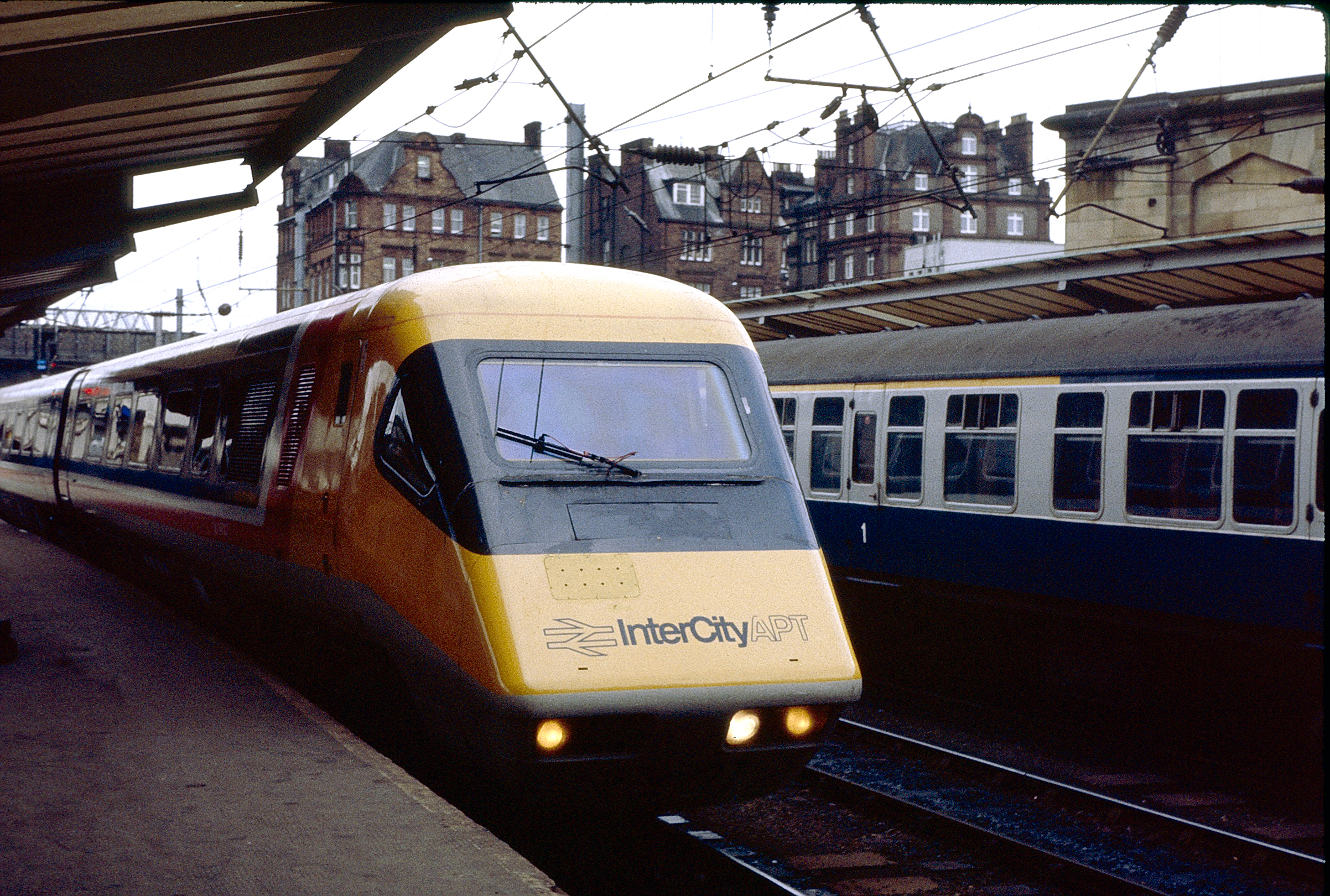
Un APT-P en la Estación de Carlisle en 1983

El Advanced Passenger Train (APT; Tren de Pasajeros Avanzado en español) fue un proyecto británico, financiado por el British Rail y gestionado por la British Rail Research Division, creada a finales de los años 1970 para la construcción de un tren de basculación activa.
El proyecto constó de tres fases:
- Introducción en servicio de un prototipo experimental, el APT-E
- Introducción de tres prototipos de trenes en servicio comercial entre Glasgow y Londres, los APT-P.
- Introducción del modelo comercial, APT-S, en servicio de línea regular.

El proyecto se canceló durante la segunda fase, cuando la mala publicidad derivada de la poca fiabilidad del vehículo y del bajo rendimiento y la incomodidad del sistema de  basculación de los coches de viajeros gestionado mediante acelerómetros precipitó la retirada de los tres trenes puestos en circulación. En total, los trenes APT estuvieron en servicio operativo entre 1981 y 1986, un breve período de cinco años que sirvió para constatar el fracaso del ambicioso proyecto.

## Historia
En la década de 1970, los trenes expresos de British Rail se consideraban extremadamente inferiores en comparación con los primeros TGV franceses y los Shinkansen japoneses. La adopción de trenes de alta velocidad en la línea principal de la costa este, de Londres a Edimburgo, había convencido a la administración para invertir en el proyecto, ya que el interés de los usuarios era muy alto.
Sin embargo, la línea de la costa este era bastante rectilínea y carecía de curvas cerradas, a diferencia de otras líneas como la línea principal de la costa oeste Londres-Glasgow, que no eran adecuadas para el uso de trenes rápidos: en las curvas, la fuerza centrífuga a grandes velocidades hubiera hecho caer a los pasajeros.
Con el aumento de los peraltes de la vía férrea se podrían haber alcanzado los 200 km/h, pero no más.
Para alcanzar los 240 km/h, los ingenieros británicos propusieron desarrollar en los talleres de Derby un sistema de inclinación de la caja mediante pistones hidráulicos activos operados mediante un sistema computerizado basado en las lecturas de un acelerómetro, que permitiera cancelar las fuerzas laterales.
El APT-E fue probado por primera vez en 1972, impulsado por turbinas de gas y compuesto por dos coches motores más solo otros dos coches remolcados, equipados con instrumentos de medición.
En 1975, después de las pruebas, British Rail construyó los primeros tres prototipos operativos, conocidos como Clase 370 APT-P. Dado que Leyland, productor de la turbina de gas, se había retirado del mercado, se decidió cambiar a tracción eléctrica.
Los pantógrafos utilizados en ese momento no podían ofrecer la fiabilidad requerida en ambas cabeceras del tren al mismo tiempo, por lo que se decidió colocar solo un pantógrafo y los dos motores en el centro del tren, y luego dividir el tren en dos mitades separadas, conectado solo por un estrecho pasaje cerrado a los pasajeros.
Los trenes se lanzaron en 1981, pero aún estaban lejos de estar optimizados para el servicio. Sufrieron problemas obvios, y en general, al menos uno de los tres permanecía en los talleres por las operaciones de mantenimiento. Durante el viaje inaugural, muchos viajeros declararon sentirse mareados: esto se debió al control del sistema de inclinación de la caja, que para la detección de las curvas se basó en la lectura de la aceleración transversal generada en los vehículos por la fuerza centrífuga en las curvas. En la práctica, el comienzo del pendulado se producía en la curva cuando esta ya había comenzado, lo que provocaba un empuje desagradable sobre los pasajeros que luego era corregido por el sistema hidráulico de inclinación. El problema era grave, incluso pudiendo llegar a perjudicar la seguridad del tren, pero sobre todo afectando en gran medida a la comodidad, es decir, a lo que el viajero es más sensible. Para minimizar el problema, se llegó a decir que los mareos se debían principalmente al exceso de  alcohol servido a bordo. También se dijo que la compensación perfecta de la fuerza centrífuga podía causar mareos, debido a que los pasajeros podían ver la curva ante sus ojos, pero sin sentirla sobre el cuerpo. Posteriormente se redujo un poco el grado de inclinación, lo que mantuvo la sensación de estar en una curva e hizo que el efecto fuera un poco menos desagradable. Como resultado de este ajuste, los pasajeros dejaron de sentirse afectados por este problema.
El primer recorrido público de un APT-P se produjo el 7 de diciembre de 1981 entre Glasgow y Londres, y tuvo un gran éxito entre el público. Sin embargo, los directivos del ferrocarril decidieron prudentemente enviar un segundo tren de "seguridad" solo 15 minutos más tarde, para compensar cualquier fallo que pudiera producirse. Ya en el viaje de regreso, algunos de los coches de pasajeros mostraron fallos en el sistema de inclinación y en los frenos.
Los trenes se retiraron bastante pronto del servicio y la humillación sufrida llevó a los responsables a presentar la propuesta de cancelar el proyecto.
Se intentó reincorporarlos al servicio en el verano de 1982, después de haber corregido los problemas principales, pero la mala publicidad y la falta de interés en invertir en el proyecto ya habían llevado a la alta dirección del British Rail a su cancelación definitiva.
Un APT-P se mantuvo en servicio como un lujoso tren de enlace para el "Centro de Conferencias y Exposiciones Escocés". Un segundo tren se estacionó en Crewe, y más tarde se puso en exhibición. Un tercero se desguazó en 1985.
El APT-E se conserva en el Shildon Locomotion Museum.

## Tecnología
La tecnología demasiado innovadora del APT fue la causa de sus fallos, a lo que contribuyó sobre todo la utilización de la lectura de la aceleración centrífuga para el control de los sistemas de inclinación, que provocaban sobre los pasajeros fuertes empujes laterales debidos a la aceleración transversal no compensada, lo que propició la hostilidad de la opinión pública.
La decisión de transformar el tren de turbina de gas a tracción eléctrica, llevó a la creación de un sistema ineficiente, sin dispositivos de seguridad redundantes en caso de fallo, sometido a esfuerzos intensivos, y difícil de mantener. También debe considerarse que la técnica británica, a la vanguardia de la tracción vapor y diésel, no se había mantenido el liderazgo en el caso de los sistemas de tracción eléctrica de alta tensión. La fuente de alimentación de 25 kV y 50 Hz requería aisladores de clase alta, más pesados y más grandes que los utilizados en Italia para el ETR 401, alimentado a 3 kV en corriente continua y ya probado muchas veces.
La sustitución del equipo de frenos convencionales por un sistema oleodinámico, sin duda lo convirtió en un vehículo más liviano y más barato, pero fue extremadamente delicado en un clima frío como el británico, donde los circuitos de frenado estaban frecuentemente bloqueados por el hielo.
También el control computerizado del sistema de inclinación que gestionaba las lecturas del acelerómetro demostró ser muy inferior al sistema giroscópico desarrollado por Fiat Ferroviaria, ya que solo podía operar cuando la curva ya había comenzado y la aceleración lateral estaba empujando a los pasajeros, sometiéndolos a continuación a un cambio de inclinación considerable. Este sistema era diferente al de Fiat, que detectaba la curva antes de tomarla gracias a la progresiva inclinación del tramo de vía de transición hasta alcanzar la curva, y se encontraba preparado de antemano para circular por ella con la basculación adecuada.

## APT y ETR
Muchas fuentes indican incorrectamente que el Pendolino italiano nació a partir del APT. En realidad, no hay nada en común entre los dos proyectos, que nacieron casi al mismo tiempo, pero que se desarrollaron independientemente. El proyecto ejecutivo de Fiat-Pendolino es incluso anterior.
Las patentes británicas de los bogíes fueron adquiridas con el objetivo de perfeccionar la segunda generación de Pendolinos, los ETR 450-460, mientras que en Italia el primer tren de cercanías en servicio, el ETR 401, ya había circulado durante 8 años.
Aquí se ofrece una comparación entre la cronología del proyecto inglés y la del proyecto italiano, a través de sus fases más destacadas:
Primer prototipo de trabajo:
- ETR Y 0160: 1969
- APT-E: 1975

Construcción del primer tren:
- ETR 401: 1975
- APT-P: 1981

Primer viaje comercial:
- ETR 401: mayo 1976
- APT-P: 1981

## APT y TGV
A diferencia del APT, el TGV francés, desarrollado casi al mismo tiempo, fue un gran éxito.
Los ferrocarriles franceses, la SNCF, no solo se había centrado en el material rodante, sino también en la infraestructura en la que se tenía que circular, tendiendo hacia la construcción de nuevas líneas de alta velocidad diseñadas especialmente sin curvas cerradas y que no requiriesen de sistemas de basculación complicados.
Esta solución, sin embargo, habría sido más compleja de implementar en Gran Bretaña a nivel de administraciones públicas y debido a la oposición de los residentes, como lo demuestra la experiencia de la Línea del Euro Túnel (CTRL, la nueva línea Londres-Eurotúnel).
Los franceses también habían resuelto el problema de la energía, mediante la instalación de una línea eléctrica de alto voltaje por encima de los trenes, que permitía alimentar la cabeza motriz desde el pantógrafo trasero.

## Tecnología basculante en Europa

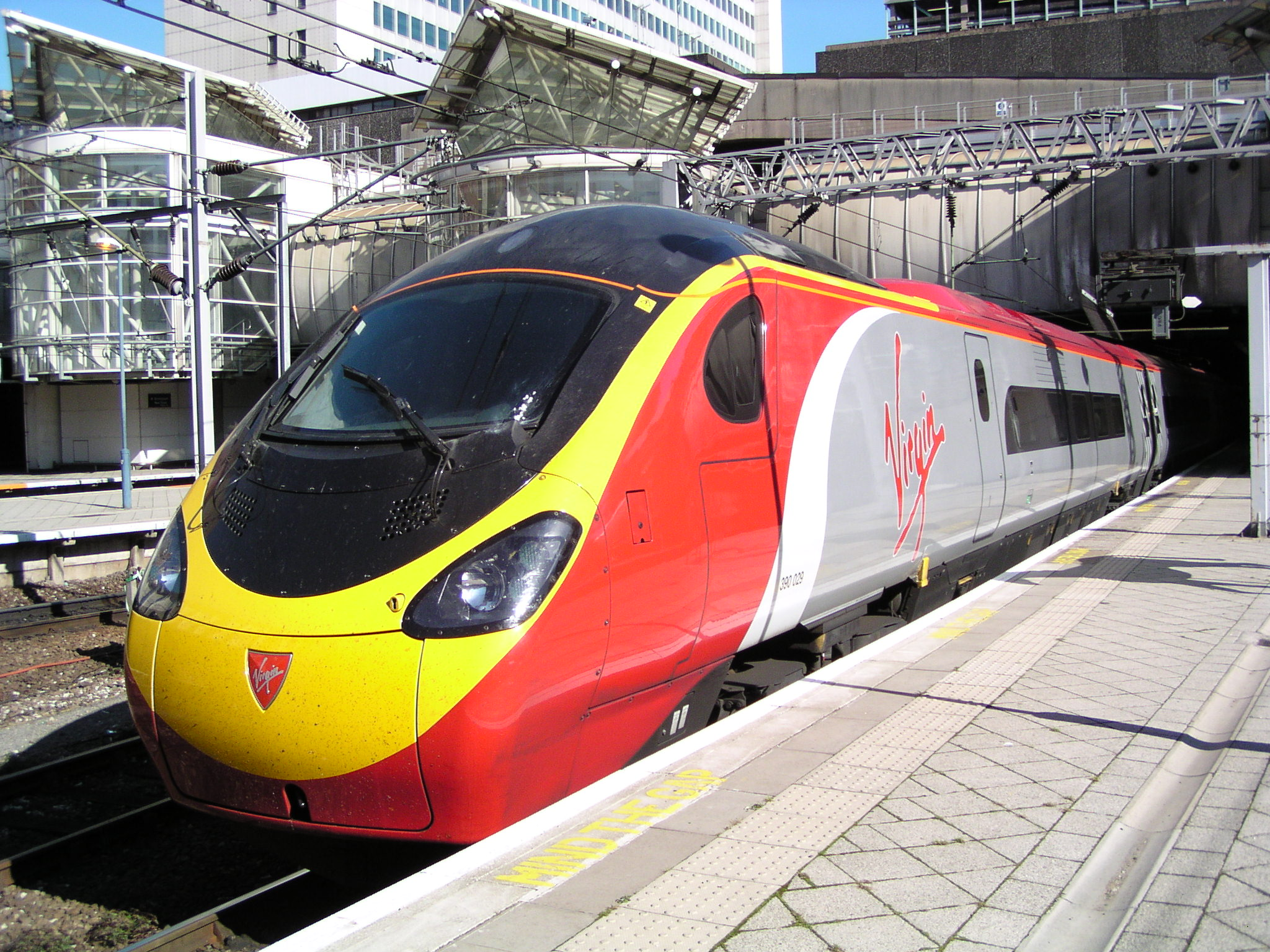
Un Alstom Class 390 Pendolino en Birmingham

La tecnología desarrollada para el APT ya existía en Italia a finales de la década de 1960, desarrollada por la filial ferroviaria de Fiat para el diseño del Pendolino. Desde entonces, el sistema Pendolino se ha vendido a varias redes internacionales, incluidas las ramas Class 390 introducidas en el Reino Unido para la puesta al día de la West Coast Main Line.
Estas ramas de diseño italiano (incluido el ETR 460) se pusieron en servicio a finales de 2003. Desde septiembre de 2004, el servicio completo de Mánchester y Birmingham a Londres Euston es servido por estos trenes.
Fiat Ferroviaria también se encuentra en el origen de los trenes basculantes S220 desarrollados por la compañía Rautaruukki-Transtech (adquirida por el grupo español Talgo) para su uso en Finlandia.
Alstom adquirió en julio de 2000 Fiat Ferroviaria, que cambió su nombre por Alstom Ferroviaria.